# Horace Freeland Judson
Horace Freeland Judson (* 21. April 1931 in New York City; † 6. Mai 2011 in Baltimore, Maryland) war ein US-amerikanischer Journalist und Wissenschaftshistoriker, bekannt für sein Buch The eighth day of creation über die Geschichte der Molekularbiologie.
Judson studierte an der University of Chicago (Bachelor-Abschluss 1948). Er war sieben Jahre Europa Korrespondent von Time Magazine in Paris und London (und rezensierte dort Bücher) und schrieb danach unter anderem für  Nature, The New Yorker, The Sciences, Harpers Bazar. Er forschte mehrere Jahre in Wissenschaftsgeschichte an der Stanford University und an der Johns Hopkins University (als Professor for Writing and the History of Sciences) und war Direktor des später aufgelösten Center for History of Recent Science sowie Professor an der George Washington University.
Sein Buch The eighth day of creation entstand aus Interviews mit über 100 Wissenschaftlern und hatte erste Anfänge in einer Begegnung mit Max Perutz und dann mit Jacques Monod (1968). Ein Vorabdruck erschien 1978 im The New Yorker. Er schrieb auch ein Buch über Betrug in der Wissenschaft.
1987 wurde er MacArthur Fellow. 
Seine Tochter Olivia Judson (* 1970), Biologin am Imperial College, schrieb das populärwissenschaftliche Bestseller-Buch Dr. Tatiana’s Sex Advice for All Creation (2002) über das Sexualleben im Tierreich.

## Schriften
- The eighth day of creation: makers of the revolution in biology, Touchstone Books 1979, 2. Auflage Cold Spring Harbor Laboratory Press 1996
- Heroin Addiction: What Americans Can Learn from the English Experience, Vintage Books 1975
- The Search for Solutions, Holt Rinehart & Winston, 1982
- Science in Crisis at the Millennium,  New York Academy of Sciences, 1999
- The Great Betrayal: Fraud in Science, Harcourt, 2004